# Taylor Point
Der Taylor Point ist eine felsige Landspitze an der Ostküste von King George Island im Archipel der Südlichen Shetlandinseln. Sie bildet die nördliche Begrenzung der Destruction Bay.
Das UK Antarctic Place-Names Committee benannte sie am 23. September 1960. Namensgeber ist Kapitän Daniel Taylor, der mit dem Robbenfänger Caroline aus Hobart zwischen 1821 und 1822 in den Gewässern um die Südlichen Shetlandinseln operiert hatte.